# Hakea ferruginea
Hakea ferruginea (лат.) — кустарник, вид рода Хакея (Hakea) семейства Протейные (Proteaceae), эндемик Западной Австралии. Цветёт с конца зимы до середины лета.

## Ботаническое описание

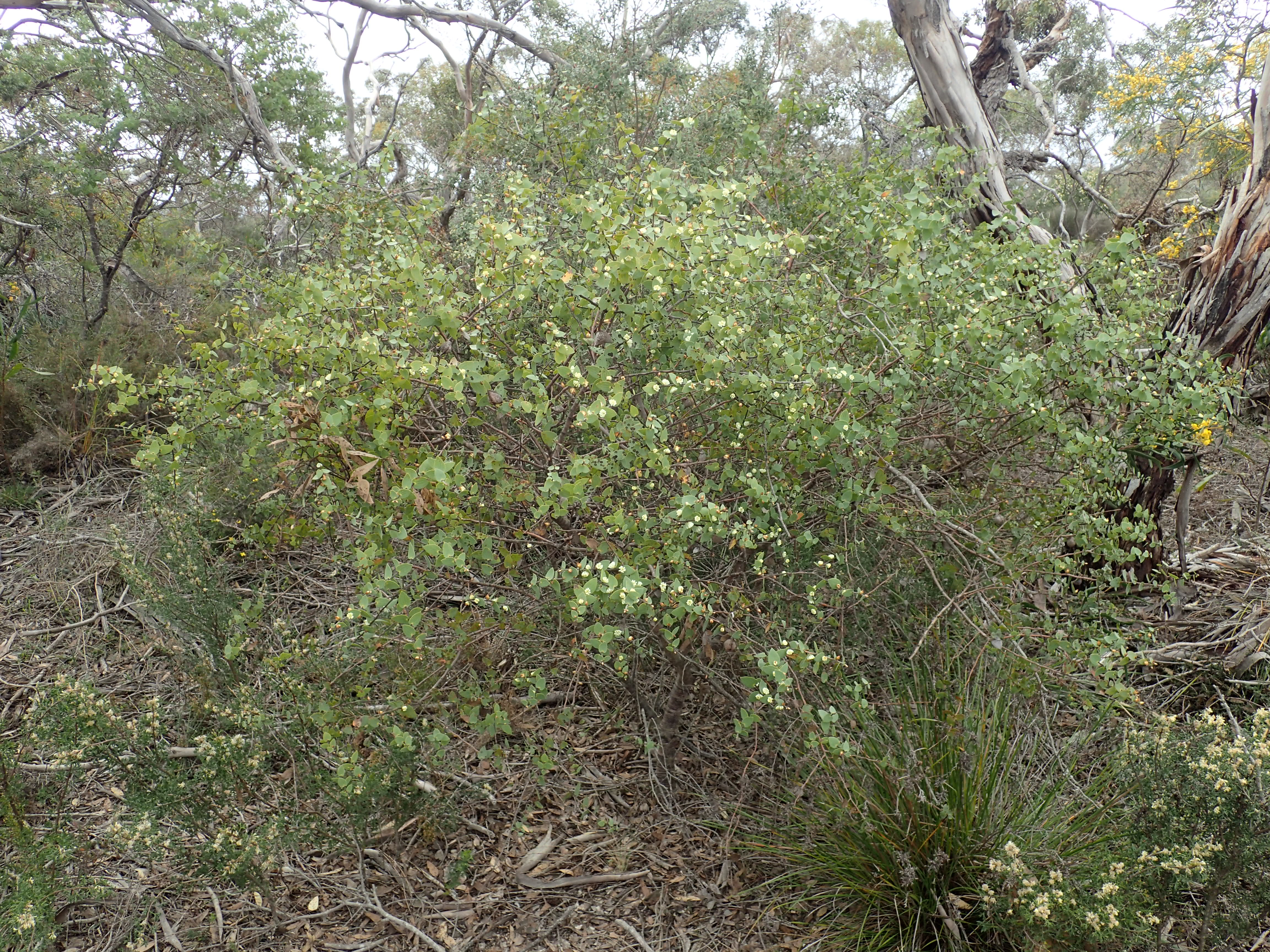
Общий вид H. ferruginea в естественных условиях.

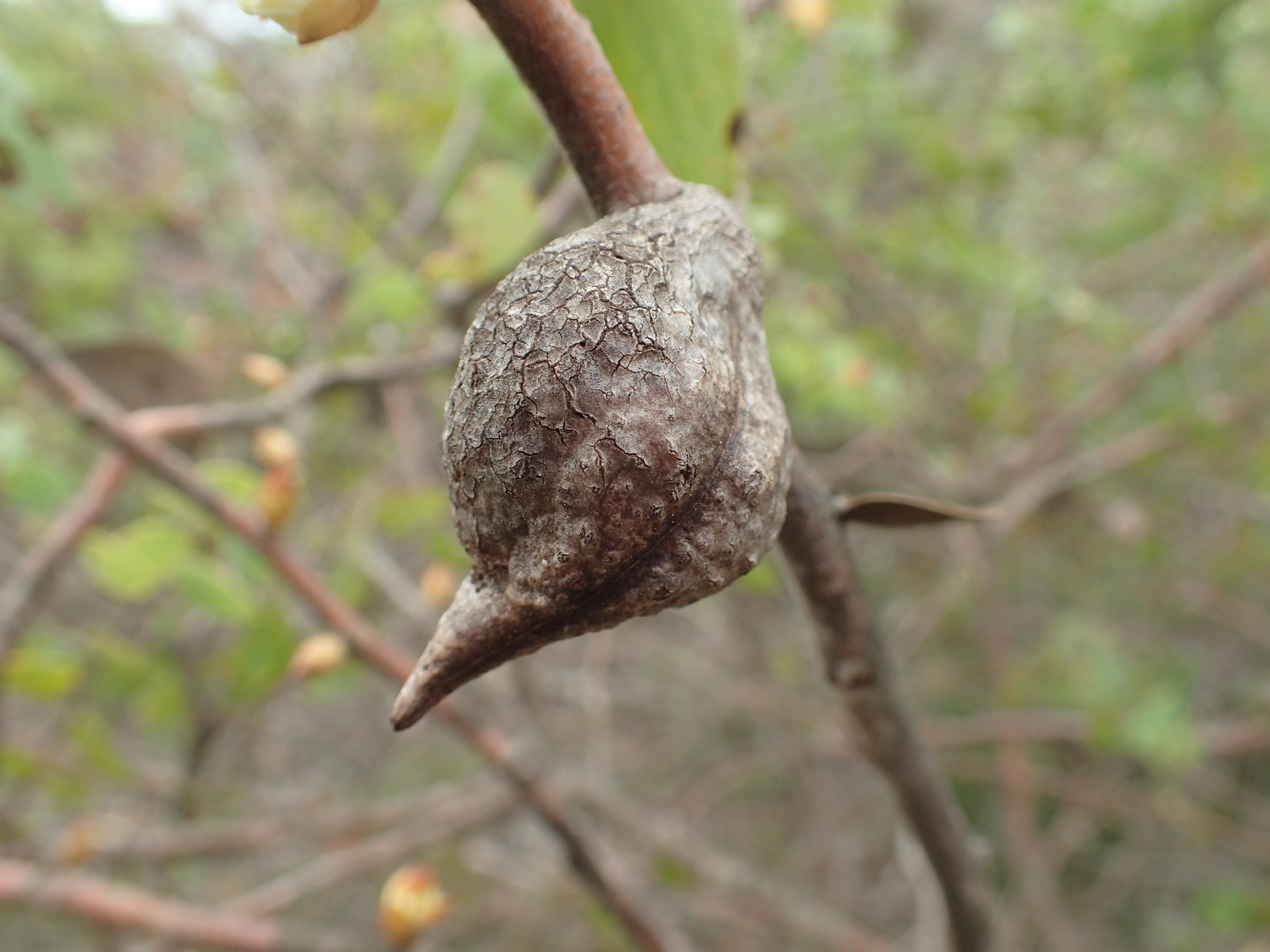
Плод H. ferruginea.

Hakea ferruginea — прямой округлый кустарник высотой от 1 до 4,5 м. Ветви волосатые, а листья плоские расположены попеременно. Край листа — бледно-зелёного цвета. Листья от узкой до широкой яйцевидной или эллиптической формы, имеет длину от 1,5 до 8,5 см и ширину от 1,2 до 2,7 см. Цветёт с июля по ноябрь и даёт бело-кремовые цветки. Одиночные соцветия содержат от 16 до 20 цветков с кремово-белым околоцветником. После цветения образуются плоды косо-овальной формы длиной от 2 до 3,1 см и от 1,1 до 1,8 см с клювом. Семена от чёрного до коричневого цвета имеют узкую яйцевидную или эллиптическую форму с крылом вниз по одному краю.

## Таксономия
Вид Hakea ferruginea был впервые официально описан английским ботаником Робертом Свитом в 1827 году. Описание было опубликовано в его книге Flora Australasica. Единственный синоним — Hakea repanda (R.Br.). Видовой эпитет — от латинского слова, означающего «ржавого цвета» или «ржавый», относящийся к цвету молодых побегов.

## Распространение и местообитание
H. ferruginea встречается на небольшом участке в округе Уитбелт и в районе вдоль южного побережья Большого Южного и Голдфилдс-Эсперанс в Западной Австралии, где растёт на песчаных, каменистых суглинках или глинистых почвах. Кустарник часто является частью эвкалиптовых пустошей или открытых лесов.

## Охранный статус
Вид Hakea ferruginea классифицируется как «не угрожаемый» Департаментом парков и дикой природы правительства Западной Австралии.